# تريليو (مدينة)
تريليو (بالإسبانية: Trelew)‏ هي منطقة سكنية تقع في الأرجنتين في تشوبوت (محافظة). يقدر عدد سكانها بـ 98,602 نسمة ومساحتها 249 كم2 وترتفع عن سطح البحر 11 متر.

## المناخ
يظهر الجدول التالي التغييرات المناخية على مدار السنة لتريليو:
| البيانات المناخية لـتريليو | البيانات المناخية لـتريليو | البيانات المناخية لـتريليو | البيانات المناخية لـتريليو | البيانات المناخية لـتريليو | البيانات المناخية لـتريليو | البيانات المناخية لـتريليو | البيانات المناخية لـتريليو | البيانات المناخية لـتريليو | البيانات المناخية لـتريليو | البيانات المناخية لـتريليو | البيانات المناخية لـتريليو | البيانات المناخية لـتريليو | البيانات المناخية لـتريليو |
| الشهر | يناير                      | فبراير                     | مارس                       | أبريل                      | مايو                       | يونيو                      | يوليو                      | أغسطس                      | سبتمبر                     | أكتوبر                     | نوفمبر                     | ديسمبر                     | المعدل السنوي              |
| --- | -------------------------- | -------------------------- | -------------------------- | -------------------------- | -------------------------- | -------------------------- | -------------------------- | -------------------------- | -------------------------- | -------------------------- | -------------------------- | -------------------------- | -------------------------- |
| الدرجة القصوى °م (°ف) | 42.2 (108.0)               | 41.0 (105.8)               | 40.0 (104.0)               | 35.3 (95.5)                | 31.0 (87.8)                | 27.7 (81.9)                | 25.6 (78.1)                | 27.4 (81.3)                | 33.0 (91.4)                | 36.4 (97.5)                | 38.3 (100.9)               | 41.2 (106.2)               | 42.2 (108.0)               |
| متوسط درجة الحرارة الكبرى °م (°ف) | 29.2 (84.6)                | 28.1 (82.6)                | 25.0 (77.0)                | 20.7 (69.3)                | 15.7 (60.3)                | 12.2 (54.0)                | 12.3 (54.1)                | 14.8 (58.6)                | 17.5 (63.5)                | 21.2 (70.2)                | 24.9 (76.8)                | 27.5 (81.5)                | 20.8 (69.4)                |
| المتوسط اليومي °م (°ف) | 21.5 (70.7)                | 20.3 (68.5)                | 17.6 (63.7)                | 13.3 (55.9)                | 9.2 (48.6)                 | 6.2 (43.2)                 | 5.8 (42.4)                 | 7.7 (45.9)                 | 10.4 (50.7)                | 14.1 (57.4)                | 17.4 (63.3)                | 20.0 (68.0)                | 13.6 (56.5)                |
| متوسط درجة الحرارة الصغرى °م (°ف) | 13.6 (56.5)                | 12.6 (54.7)                | 10.5 (50.9)                | 6.7 (44.1)                 | 3.4 (38.1)                 | 0.8 (33.4)                 | 0.2 (32.4)                 | 1.4 (34.5)                 | 3.6 (38.5)                 | 6.5 (43.7)                 | 9.5 (49.1)                 | 11.9 (53.4)                | 6.7 (44.1)                 |
| أدنى درجة حرارة °م (°ف) | 3.0 (37.4)                 | 1.5 (34.7)                 | −1.6 (29.1)                | −4.2 (24.4)                | −10.7 (12.7)               | −12.3 (9.9)                | −11.4 (11.5)               | −10.6 (12.9)               | −8.0 (17.6)                | −5.0 (23.0)                | −1.0 (30.2)                | 0.5 (32.9)                 | −12.3 (9.9)                |
| الهطول مم (إنش) | 13.6 (0.54)                | 18.9 (0.74)                | 23.3 (0.92)                | 24.8 (0.98)                | 26.3 (1.04)                | 22.2 (0.87)                | 17.8 (0.70)                | 13.9 (0.55)                | 14.6 (0.57)                | 19.2 (0.76)                | 13.7 (0.54)                | 13.9 (0.55)                | 222.2 (8.75)               |
| متوسط أيام هطول الأمطار (≥ 0.1 mm) | 3.8                        | 4.1                        | 5.4                        | 4.6                        | 7.1                        | 8.0                        | 6.0                        | 6.3                        | 6.1                        | 6.0                        | 4.7                        | 3.9                        | 66.0                       |
| متوسط الأيام المثلجة | 0                          | 0                          | 0                          | 0                          | 0.1                        | 0.1                        | 0.1                        | 0                          | 0                          | 0                          | 0                          | 0                          | 0.3                        |
| متوسط الرطوبة النسبية (%) | 41.7                       | 49.0                       | 53.6                       | 57.0                       | 65.7                       | 69.6                       | 66.9                       | 61.2                       | 56.6                       | 49.6                       | 44.1                       | 41.7                       | 54.7                       |
| ساعات سطوع الشمس الشهرية | 310.0                      | 271.2                      | 260.4                      | 198.0                      | 155.0                      | 135.0                      | 136.4                      | 173.6                      | 195.0                      | 244.9                      | 285.0                      | 294.5                      | 2٬649٫7                    |
| نسبة وصول أشعة الشمس | 67.0                       | 69.3                       | 65.3                       | 60.3                       | 51.3                       | 50.0                       | 47.3                       | 53.7                       | 55.0                       | 59.7                       | 65.0                       | 55.3                       | 58.3                       |
| المصدر #1: Servicio Meteorológico Nacional |                            |                            |                            |                            |                            |                            |                            |                            |                            |                            |                            |                            |                            |
| المصدر #2: Meteo Climat (record highs and lows) Secretaria de Mineria (sun 1941–1990, April, August and December record highs, and May record low only) UNLP (snowfall data) |                            |                            |                            |                            |                            |                            |                            |                            |                            |                            |                            |                            |                            |

## معرض صور

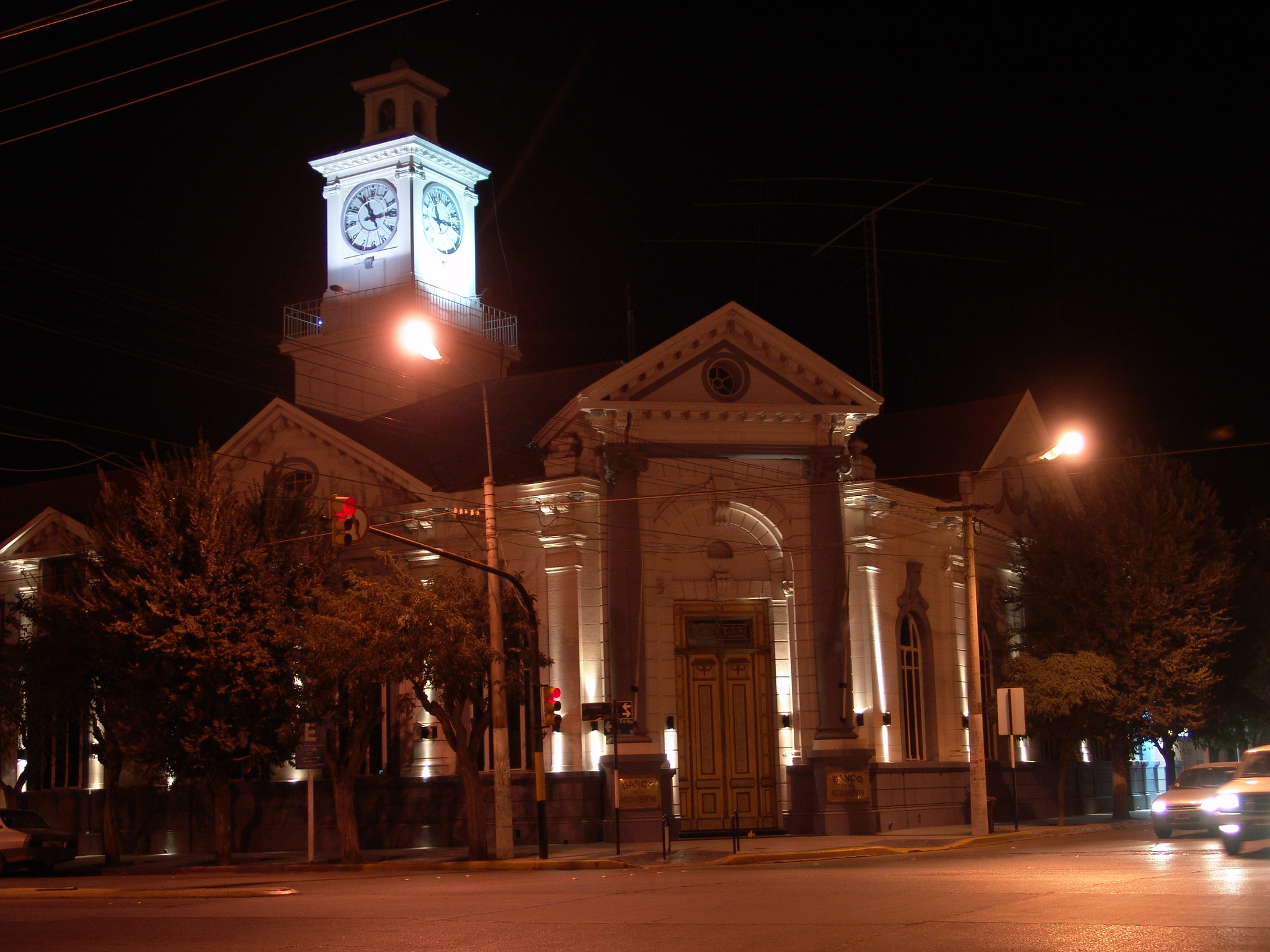
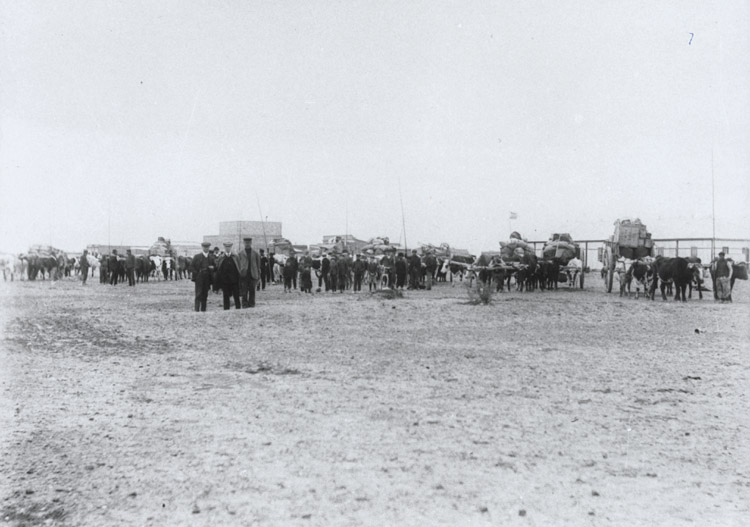
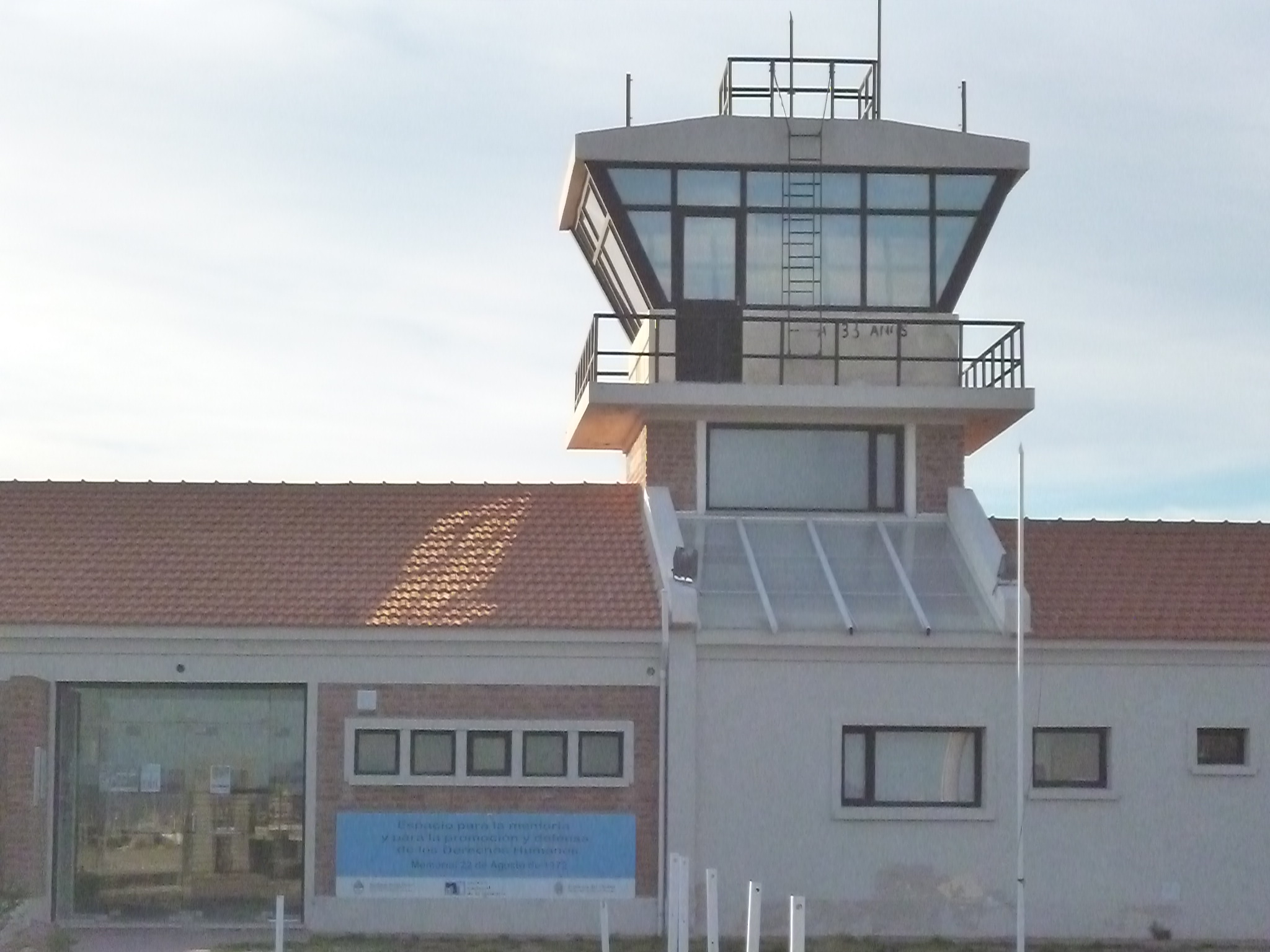

## أعلام
- خوان مارينو كابللو
- إبراهام ماثيوز
- ماريا سونيا كريستوف
- خوان أنتونيو ألباسيتي أنجيلا
- ليوناردو برايس
- دانيال بيريز
- فرانكو نيل
- لويس جونز